# JAX (bibliothèque Python)
JAX est une bibliothèque logicielle Python d'apprentissage automatique développée par Google et Nvidia,. Elle offre notamment des fonctions de dérivation automatique, de compilation à la volée et d'auto-vectorisation.